# Jeannine De Bolle
Mevrouw Jeannine De Bolle, gespeeld door Ann Petersen, is een personage uit  Samson en Gert.

## Personage
Jeannine De Bolle werd van 1994 tot 1999 vertolkt door Ann Petersen. In de serie is ze de moeder van Octaaf De Bolle met wie ze samen een klein winkeltje uitbaat. De vader van Octaaf is nooit in beeld geweest en woont en/of leeft niet meer samen met Jeannine en Octaaf, wat overigens ook geldt voor de voormalige echtgenote van Octaaf. Onder andere in de aflevering De trouwpartij vertelde Gert tegen de burgemeester dat Jeannine en Octaaf allebei ooit getrouwd zijn geweest, waarbij de burgemeester zich afvroeg waarom ze niet opnieuw zouden trouwen met iemand. Desondanks zijn er maar weinig afleveringen waarbij er inhoudelijk over de voormalige partners van Jeannine en Octaaf wordt gesproken. Behalve wanneer Octaaf iets doet wat in de ogen van zijn moeder verkeerd is geeft ze altijd steevast aan dat heeft ie van z'n vader. Bijvoorbeeld in de aflevering Iedereen is ziek zouden Jeannine en Octaaf naar het theater gaan, echter was Octaaf vergeten om de tickets klaar te leggen, hij had ze nog op z'n kamer liggen. Zijn moeder mompelde kwaad: dat heeft ie van z'n vader hè, ik moest toen ook altijd aan alles denken!.
Jeannine heeft een erg bazig, dominant karakter en ook ijdelheid is haar niet vreemd. Ze kleineert Octaaf graag en verklaart Dat heeft ie van mij als hij iets goed doet en Dat heeft ie van z'n vader als hij iets fout doet. Ook zit ze bij de moeder van Alberto in een hobbyclub, maar ze heeft een hekel aan haar omdat ze graag zélf de beste wil zijn. Samson noemt haar 'Mevrouw Praline'.
Maar naast dat ze heel dominant, ijdel en een ongelofelijk kreng kan zijn, heeft ze tegelijk ook een hele warme persoonlijkheid en staat graag voor andere mensen klaar, met name voor Samson die ze als haar ‘schatje’ beschouwt.
Enkel als ze haar zin niet krijgt in welke situatie dan ook, kan ze heel geniepig zijn en zelfs liegen om haar zin te krijgen, zoals duidelijk te zien is in onder andere de aflevering De tweelingzuster. 
Ze neemt het steeds voor haar zoon Octaaf op als hij door anderen dan haarzelf wordt gekleineerd of onrecht aangedaan wordt.
Sinds seizoen 10 is ze een onzichtbaar personage. Ze staat steeds achteraan in de winkel als Octaaf haar aanspreekt. Bij de Samson verjaardagsspecial van 2010 wordt naar de kruidenierszaak van de familie De Bolle nog steeds verwezen als 'de winkel van mevrouw Praline' wat doet vermoeden dat, anders dan haar actrice Ann Petersen, mevrouw Jeannine in de serie nog steeds in leven is.

## Trivia

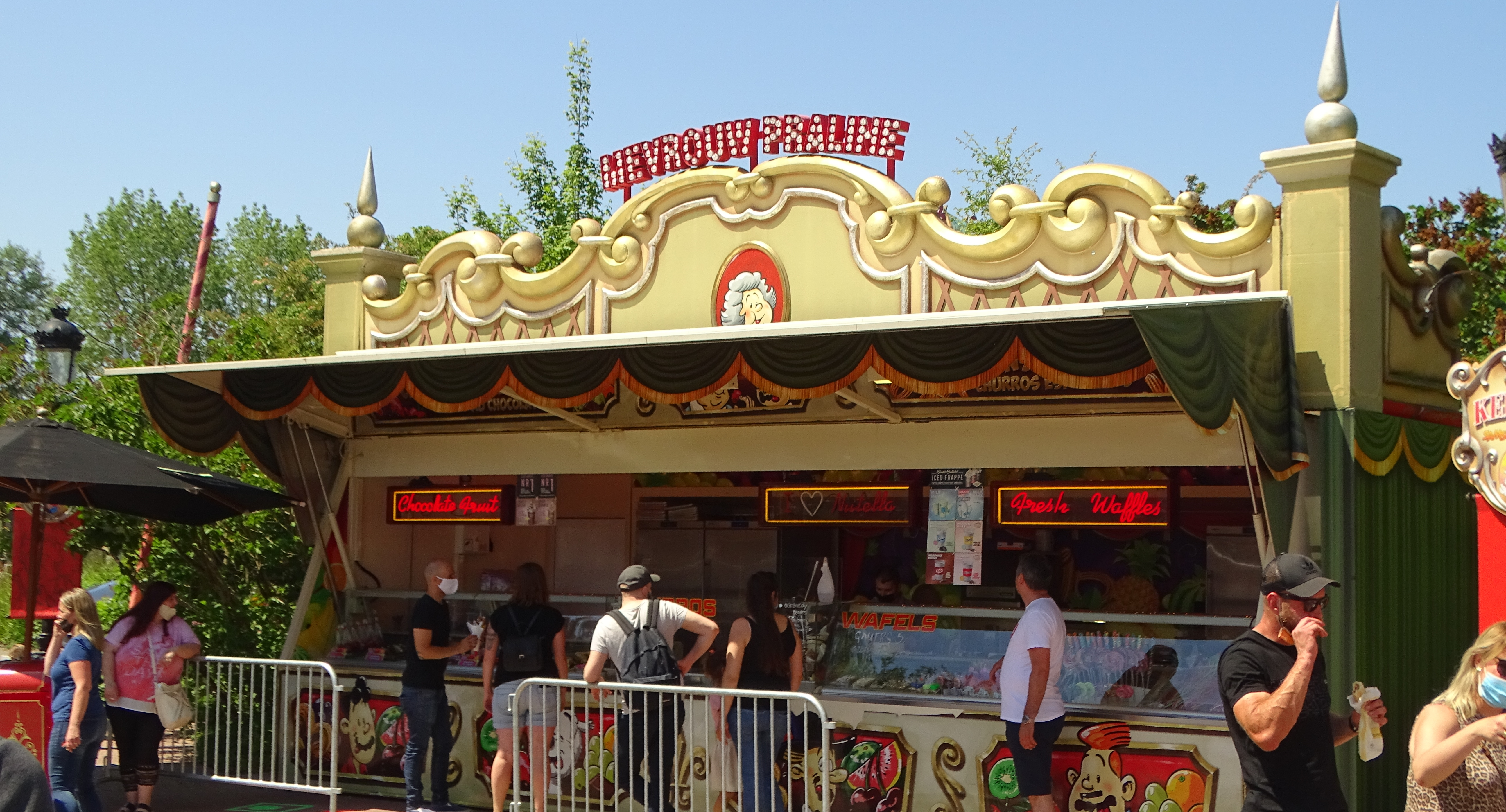
Mevrouw Praline.

- In de stripreeks wordt mevrouw Jeannine geïntroduceerd als een bezorgde moeder die terugkeert uit Canada, waarheen ze geëmigreerd was, nadat door een faillissement haar blunderende zoon Octaaf zijn werk bij grootwarenhuis 'Marko' verloor. Om het leven van haar zoon terug op de rails te krijgen, verplicht ze hem om samen met haar een eigen kruidenierszaak te openen.
- Mevrouw/Madame Praline was tot seizoen 2007 een snoepwinkeltje in pretpark Plopsaland De Panne.
- In de aflevering Het ziekenhuis werd bekend dat mevrouw Jeannine een gediplomeerde verpleegster is.
- In de aflevering De locomotief komen we te weten dat de vader van Jeannine, Kamiel De Bolle heette.
- Jeannine heeft een broer, Alfons, die ter spraken kwam in de aflevering De duifjes (1997), en een zus, Eufrasie, die aan zee woont. Zij wordt vernoemd in de aflevering Octaaf drummer (1996).
- In de aflevering De hamster van Octaaf zegt mevrouw Jeannine allergisch te zijn voor hamsters. Dit is opmerkelijk, want eerder had ze in de aflevering Alberto poetsvrouw (1994) zelf voorgesteld voor de hamster van de vriendin van Miranda te zorgen.
- In de aflevering De bromfiets (1994) wordt duidelijk dat mevrouw Jeannine meer dan 20 jaar bromfiets heeft gereden.